# Miradouro do Cabeço Gordo
O Miradouro do Cabeço Gordo é um miradouro português localizado na freguesia açoriana do Capelo, concelho da Horta, ilha do Faial, Arquipélago dos Açores.
Este miradouro localiza-se no cimo do Cabeço Gordo, o ponto mais elevado da ilha do Faial a 1043 metros de altitude.
Daqui abra-se, de um lado a imensa vista de uma paisagem que se estende deste 1043 metros até à linha costeira, avistando-se o extenso Vale dos Flamengos, a Baía do Porto Pim, a Baía da Horta, a cidade da Horta e a ilha do Pico do outro lado do canal. Do outro a grande caldeira vulcânica do vulcão Central da ilha.